# Richard de Bourg (seigneur de Connaught)
Ne doit pas être confondu avec son petit-fils, Richard de Bourg (comte d'Ulster).
Pour les autres membres de la famille, voir famille de Bourg.
Richard de Bourg, surnommé Richard le Grand ou, en anglais, Richard Mór de Burgh (vers 1194–1243), fut lord-député d’Irlande (1227–1229) puis seigneur de Connaught de 1227-1235 à 1243.

## Biographie
Richard était le fils de Guillaume de Bourg (mort en 1206) seigneur anglo-normand arrivé en Irlande en 1175 à la suite du roi Henri II d'Angleterre et peut-être de Mór O’Brien, une fille du dernier roi de Munster, Domnall Mór O’Brien.
En 1224 à la mort de Cathal Crobderg Ua Conchobair roi de Connacht, Richard réclama à son fils Áed mac Cathail Ua Conchobair, nouveau roi de Connacht (1224–1228), les droits que le défunt, aurait accordés à son père en échange de son appui pour conquérir le trône aux dépens des héritiers de Ruaidri mac Toirdelbach Ua Conchobair.
D'abord nommé lord-député d’Irlande, Richard est investi en 1227 du Connacht, et bénéficie de l’appui du puissant Hubert de Bourg, comte de Kent, Lord Justice d'Irlande (1227–1229), qui était peut-être son oncle.
Avec l’aide dune coalition de barons anglo-normands il réussit en 1235 à prendre possession des territoires convoités. Le patrimoine de Felim mac Cathal Crobderg Ua Conchobair roi de Connacht (1230-1265) est réduit à la possession de cinq cantons orientaux de son ancien royaume pour lesquels il doit se reconnaître son vassal. Richard peut alors porter le titre de seigneur de Connaught. Il fonda ensuite les villes de Galway sur un ancien fort des rois de Connacht, Loughrea et Ballinasloe. Il meurt le 7 février 1243.

## Union et descendance
De son union avec Egidia de Lacy, fille de Gautier de Lacy, et de Margueritte de Briouze. Richard de Bourg laissa trois fils et plusieurs filles :
- Richard, qui lui succède comme seigneur de Connaught, mort sans héritier en 1248.
- Gautier (mort en 1271), seigneur de Connaught à la suite de son frère et comte d’Ulster en 1264.
- Guillaume le Jeune (tué en 1270), père de Guillaume l'Aveugle (mort en 1324), ancêtre de la branche cadette des seigneurs de Mayo et des  seigneurs de Clanricard.
- Mathilde, épouse de Gerald de Prendergast de Beauvoir, d'où Maud de Prendergast.

## Sources
- (en) Cet article est partiellement ou en totalité issu de l’article de Wikipédia en anglais intitulé « Richard Mór de Burgh, 1st Baron of Connaught » (voir la liste des auteurs), édition du 1er décembre 2008